# Sonia Silvestre
Sonia Margarita Silvestre Ortiz (San Pedro de Macorís, 16 de agosto de 1952 - Santo Domingo, 19 de abril de 2014) fue una cantante y locutora dominicana.

## Primeros años
Nació en San Pedro de Macorís el 16 de agosto de 1952, hija de Estela Ortiz y Manuel Silvestre. Por esa época en Hato Mayor del Rey, donde residían sus padres, no había hospital y sus tres hermanas anteriores habían nacido de manos de una partera, presentando su madre complicaciones en el último de los partos. Por tal motivo, su madre decidió dar a luz a Sonia en el hospital "San Antonio" de la cercana de San Pedro de Macorís. Sonia y su hermano menor fueron declarados en Hato Mayor del Rey.

Nací ahí, pero nunca en mi vida viví en San Pedro de Macorís. Mi mamá y mi papá desde que mi mamá dio a luz, a los días, se fueron para Hato Mayor. Yo soy de Hato Mayor del Rey, ahí yo me crié hasta casi los 11 años.

Sonia pasó toda su niñez en Hato Mayor del Rey, donde obtuvo sus primeros conocimientos. Al lado de la casa de su abuela paterna se encontraba el bar más grande de Hato Mayor, donde una vellonera sonaba boleros y toda la música latinoamericana de moda en ese tiempo. De igual manera su padre tenía una colección de discos. Esto despertó su vocación por la música.
En 1962, su familia se trasladó a Santo Domingo. Sonia realizó sus estudios en el colegio Nuestra Señora del Carmen y en el colegio "Santa Teresita" donde terminó la secundaria. Realizó estudios de Pedagogía en la Universidad Nacional Pedro Henríquez Ureña (UNPHU) e Idiomas en la Universidad Autónoma de Santo Domingo (UASD). 
En ese nuevo ambiente urbano, la adolescente Sonia entró en contacto con el rock, The Beatles, el movimiento hippie y su rechazo a la Guerra de Vietnam. También fue impactada por sucesos como la guerra de abril de 1965 en Santo Domingo, la doctrina social de la Iglesia católica y sus movimientos juveniles, los eventos del mayo francés, la represión política de los primeros gobiernos de Joaquín Balaguer en los años setenta y el hervidero que era el mundo de entonces. Todo esto la fue sensibilizando socialmente y esa influencia más tarde se evidenció en algunos de sus temas y en su apoyo a determinadas luchas sociales.

## Inicios artísticos y primeros álbumes
Sonia se inició en la canción cuando, siendo aún adolescente, conoció a la cantante Cecilia García, quien la introdujo como corista de jingles publicitarios.
Siendo estudiante de pedagogía, hizo su debut oficial como vocalista en mayo de 1970, en el programa "Gente" producido por Freddy Ginebra para Radio Televisión Dominicana los sábados a la una de la tarde.  En esa ocasión, interpretó el tema de Los Hermanos Castro "Yo sin ti" acompañada por la banda del maestro Luis José Mella.  Sus presentaciones en dicho programa fueron el comienzo de su proyección como cantante y lo que le permitió firmar sus primeros contratos artísticos.
Al poco tiempo inició sus presentaciones en el centro nocturno "Boite la Oficina" y en otros sitios de moda en los años 1970, acompañada por el grupo Los Bemols.
Un momento decisivo de su carrera fue cuando la compositora Leonor Porcella de Brea la escogió para que interpretara su tema "¿Dónde podré gritarte que te quiero?" en el IV Festival de la Canción Dominicana celebrado por AMUCABA (Asociación de Músicos, Cantantes y Bailarines) en Santo Domingo, en 1971. Sonia alcanzó el segundo lugar y posteriormente grabó para el empresario artístico Bienvenido Rodríguez su primer LP titulado "Esta Es Sonia Silvestre".
En 1971 terminó como finalista en el Festival Internacional de la Canción de Bogotá y en  1972 la Revista Tele-3 la seleccionó como la cantante más popular. Lo mismo hizo el programa Farándula en 1973.

## Sonia y la Nueva Canción
Su preocupación por temas de carácter social determinó su ingreso en movimientos y grupos musicales vinculados a la " Nueva Canción". Formó parte de "Nueva Forma", un grupo experimental de música social integrado por Víctor Víctor, Tommy García, Luis Tomás Oviedo, Claudio Cohén, Carlos Francisco Elías y Soledad Álvarez.  
Nueva Forma participó en el espectáculo "Siete Días con el Pueblo" celebrado en noviembre del 1974. Durante la semana que duró este evento se presentaron artistas como Víctor Manuel, Mercedes Sosa, Los Guaraguao, Grupo Convite, Expresión Joven, Silvio Rodríguez, Noel Nicola y Pi de la Serra, entre otros. Este festival, que fue organizado por la Central General de Trabajadores y el grupo Expresión Joven, se convirtió en un hito de la lucha contra la represión política de aquellos tiempos. 
Su participación activa en el movimiento de la Nueva Canción enriqueció su repertorio y le dio a su trabajo y a su imagen un significado social.

## Continuación de la carrera
Desaparecido el grupo Nueva Forma, Sonia grabó para Karen Records su producción "Sonia canta a Poetas de la Patria". Con este trabajo se convirtió en la primera cantante popular en presentar un concierto en el Teatro Nacional.  En esa ocasión estuvo acompañada por la Orquesta Sinfónica Nacional dirigida por el maestro Jorge Taveras.
En 1975, 1976 y 1977, fue ganadora del Premios El Dorado como cantante femenina más popular. En 1977 ganó el Premio El Dorado al mejor espectáculo. 
En 1984, el video  "Corazón de vellonera", una producción de Claudio Chea sobre la interpretación de Sonia de una canción de Luis Días, recibió el premio al mejor video. 
En 1986, Sonia viajó a Lima, Perú y acompañada por el OFS Trío se presentó en el "Primer Encuentro" de la "Nueva Canción", durante el evento Semana de Integración Cultural Latinoamericana

## Desde los años 1990, la bachata y reconocimientos
A inicios de 1990, fue galardonada por los Premios Casandra como la cantante más destacada.[cita requerida]
Durante los años 1990, a raíz del éxito obtenido con el álbum Yo quiero andar, producido por Cholo Brenes, Sonia realizó múltiples presentaciones a lo largo del país acompañada del grupo Trilogía conformado por Chichí Peralta en la percusión, Héctor Santana en el bajo y Juan Francisco Ordóñez en la guitarra. Esto contribuyó a madurar el estilo del tecnoamargue, género basado en las bachatas de Luis Días.
Luis y Sonia realizaron juntos un intenso trabajo con la bachata, género musical del folclore urbano de Santo Domingo.
En 1991 recibió el Premio Paoli como Mejor Artista Internacional del Año, en Puerto Rico. 

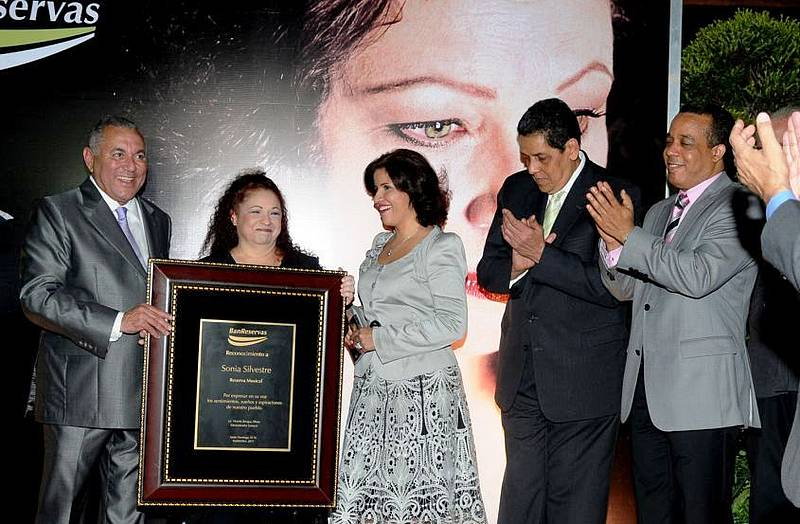
Sonia recibe el reconocimiento como Colección Musical del Banco de Reservas, por Vicente Bengoa Albizu, Margarita Cedeño de Fernández, César Pina Toribio, entre otros.

El 6 de noviembre de 1999 presentó el espectáculo "Yo fui por todas partes" y el 7 de noviembre del mismo año fue seleccionada entre "Los diez mejores cantantes del Siglo 20" por el periódico La Nación. También fue ganadora del máximo galardón de los Premios Casandra 2000, "El Soberano".
A principios de la década de 2000, Sonia pasó a trabajar en el Ministerio de Cultura, como directora general de  "Casas de Cultura" desde donde impulsó el desarrollo de estas instituciones.
El 16 de marzo de 2004, el Senado de la República Dominicana la declaró “Gloria nacional del canto popular” por sus 30 años de aportes al arte y la cultura en la sociedad dominicana y el mundo.
El 2 de noviembre de 2010, Sonia acompañada del grupo Transporte Urbano, presentaron a casa llena en el Palacio de Bellas Artes de Santo Domingo el concierto "Mi amigo el Terror", como homenaje póstumo a Luis Días, fundador del rock dominicano.
En septiembre de 2011, fue reconocida e incluida en la Colección Musical del Banco de Reservas. Este homenaje incluyó el lanzamiento de un disco compacto con sus canciones más populares, bajo la producción artística de Luis Ovalles.
En el plano internacional, Sonia Silvestre se presentó en escenarios de Venezuela, Perú, Puerto Rico, Nicaragua, España, Colombia, México y los Estados Unidos.

## Sonia Silvestre. Gran amiga de Cuba
Su relación con Cuba empezó al celebrarse los XII Juegos Centroamericanos y del Caribe en la ciudad de Santo Domingo, República Dominicana  en 1974. Sonia fue escogida por Casandra Damirón para que atendiera al Conjunto Folclórico Nacional de Cuba, que había ido con la delegación Cuba. Esos periodistas, deportistas y artistas cubanos fueron los responsables de dar a conocer la música de Sonia Silvestre en Cuba.
Durante el festival "7 Días con el Pueblo" realizado en noviembre del 1974 en Santo Domingo, Sonia recibió la invitación de Silvio Rodríguez y Noel Nicola para presentarse a Cuba. En 1975 Sonia viajó a Cuba, invitada por el Consejo Nacional de Cultura, donde realizó una gira por toda la isla acompañada por el cantautor dominicano Víctor Víctor y la Orquesta Irakere.
El Instituto Cubano de Arte e Industria Cinematográficos (ICAIC) hizo un documental a Sonia, dirigido por Juan Carlos Tabío. Fue uno de los primeros documentales realizado por el ICAIC dedicado a una artista.
En 1988 realizó su segundo viaje a Cuba en una gira titulada Tres mujeres del Caribe, acompañada de Lucecita Benítez y Sara González, una producción para documental que incluyó dos orquestas así como escenógrafos, coros, luces, sonido y equipo de filmación del ICAIC.
El año 2008 mediante el decreto 566-08, Sonia Silvestre fue designada por el presidente Leonel Fernández como ministra consejera de la Embajada Dominicana en Cuba, teniendo a su cargo asuntos culturales.
«Mi designación como ministra consejera de asuntos culturales de la sede diplomática de mi país aquí, es solo la oficialización de lo que vengo haciendo desde 1975, cuando viajé por primera vez a esta hermosa isla»

## Vida personal
Estuvo casada con el locutor, productor y presentador dominicano Yaqui Núñez del Risco. Tras su divorcio, Sonia decidió irse a vivir a México, lugar donde permaneció alrededor de tres años.
Tiempo después, se unió con el fotógrafo venezolano José Betancourt, con quien engendró sus dos hijos: André y Eloísa. Luego de 28 años de unión libre, decidieron casarse en noviembre de 2009.

## Discografía
- 1973: Esta Es Sonia Silvestre
- 1975: Sonia en Buenos Aires
- 1976: La Nueva Canción
- 1978: Sonia canta poetas de la Patria
- 1979:   Folkhoy
- 1984:   Una verdadera intérprete
- 1987:   Edición especial de grandes éxitos de los años 70
- 1988: Yo quiero andar
- 1989: Corazón de vellonera
- 1994: Amor y desamor
- 1998: Mi corazón te seguirá
- 2007: Verde y negro (con Víctor Víctor)

## Filmografía
Sonia también participó como actriz secundaria en las películas dominicanas Me duele el alma (1993) y Ladrones a domicilio (2008).

## Reconocimiento
- Alcanzó el segundo Lugar de IV Festival de la Canción de AMUCABA, en Santo Domingo, en 1971.
- Fue finalista en el Festival Internacional de la Canción de Bogotá en 1971.
- Cantante más popular de la Revista Tele-3 en 1972.
- Cantante más popular del programa Farándula en 1973.
- Premios El Dorado como cantante más popular en los años 1975, 1976 y 1977.
- Premio El Dorado al mejor espectáculo en 1977
- Premios Casandra como cantante más destacada y mejor videoclip en 1990.
- Premio Paoli como artista internacional del año en Puerto Rico en 1991.
- “Gloria nacional del canto popular” por el Senado de la República Dominicana el 16 de marzo de 2004.
- Ganadora del máximo galardón de los Premios Casandra 2000, "El Soberano".
- Fue declarada por el Banco de Reservas de Répública Dominicana como "Reserva musical del país" en septiembre del 2011

## Fallecimiento
Sonia Silvestre falleció el 19 de abril de 2014, por complicaciones originadas por dos infartos cerebrales extensos, en el hospital Plaza de la Salud, de Santo Domingo. Fue sepultada en el cementerio nacional Máximo Gómez junto a sus padres.